# Femmes (album de Nicole Rieu)
Pour les articles homonymes, voir Femme (homonymie).
Albums de Nicole Rieu
Noël, chants d'espoirs Jardins, Vol. 2
Femmes est le 15e album studio de Nicole Rieu. L'album est sorti à l'automne 2010 chez Productions Miracos.

## Liste des titres
| No  | Titre                   | Paroles                    | Musique                         | Durée |
| --- | ----------------------- | -------------------------- | ------------------------------- | ----- |
| 1.  | Femmes                  | Nicole Rieu                | Nicole Rieu                     | 2 :46 |
| 2.  | Quand t'es tout seul    | Nicole Rieu                | Nicole Rieu                     | 3 :42 |
| 3.  | Sous le tilleul         | Nicole Rieu                | Nicole Rieu                     | 3 :36 |
| 4.  | Femme comme moi         | Nicole Rieu                | Pascal Bacoux                   | 3 :10 |
| 5.  | Tout le monde           | Nicole Rieu                | Julien Rieu de Pey              | 3 :05 |
| 6.  | Pas fleurie mais rangée | Nicole Rieu, Simon Monceau | Nicole Rieu                     | 4 :00 |
| 7.  | Avant dernier voyage    | Nicole Rieu                | Nicole Rieu                     | 3 :31 |
| 8.  | Le chemin de la liberté | Nicole Rieu                | Nicole Rieu                     | 3 :15 |
| 9.  | Née, nue                | Nicole Rieu                | Nicole Rieu                     | 3 :44 |
| 10. | Reste à trouver         | Nicole Rieu                | Nicole Rieu, Julien Rieu de Pey | 3 :27 |
| 11. | Alfonsina y el mar      | Félix Luna                 | Ariel Ramírez                   | 4 :32 |
| 12. | Escale                  | Nicole Rieu                | Julien Rieu de Pey              | 1 :30 |

## Autres informations
- Réalisation, enregistrement et mixage : Gérard Thouret, en février et mars 2010
- Production : Productions Miracos, avec l'aide de Coline "Les Amis de Nicole Rieu"
- Musiciens : Nicole Rieu : guitares, percussions et voix, Julien Rieu de Pey : basses et guitares, Daniel Mille : accordéon et accordina, Jean-Pierre Bluteau : guitare classique dans Alfonsina y el mar
- Chœurs : Nicole Rieu, Julien Rieu de Pey
- Conception graphique : Thierry Lamaignère
- Photos de Nicole Rieu : Christian Combacau
- Photos de la nature apparaissant dans le livret : Albert Rumeau et Marylise Delcourt

## Particularité
- Cet album a donné naissance au spectacle du même nom et c'est ainsi qu'est née la structure d'une narration à deux voix sur Olympe de Gouges, célèbre militante des Droits de l'Homme et féministe engagée avant-gardiste de la Révolution Française.